# Barry Stroud
Barry Stroud (/s t r aʊ d / ; 18 mai 1935 - 9 août 2019) est un philosophe canadien et professeur à l'Université de Californie à Berkeley. Connu surtout pour ses travaux sur le scepticisme philosophique, il a écrit sur David Hume, Ludwig Wittgenstein, la métaphysique de la couleur, et d'autres sujets.

## Biographie
Barry Greenwood Stroud est né le 18 mai 1935 à Toronto, au Canada. Il est le deuxième des deux fils de William et Florence Stroud (tous deux nés au Royaume-Uni mais ayant émigré au Canada lorsqu'ils étaient enfants). Il fréquente l'école secondaire de l'East York Collegiate.

### Carrière académique
Stroud obtient un baccalauréat en philosophie de l'Université de Toronto en 1958. À l'Université Harvard, il reçoit un Master of Arts en 1960. Avec une thèse intitulée Two Conventionalistic Theories Of Logical Truth, écrite sous la direction de Morton White, il obtient son doctorat en 1962,.
De 1961, jusqu'à sa retraite, Stroud travaille à l'Université de Californie à Berkeley,. Il y est nommé professeur titulaire en 1974 et, à partir de 1994, professeur Mills de métaphysique et d'épistémologie. En 2007, il est nommé professeur de philosophie Willis S. et Marion Slusser au département de philosophie de Berkeley, poste qu'il occupe jusqu'à sa retraite en tant que professeur émérite. Bien qu'il ait officiellement pris sa retraite à la fin de l'année universitaire 2015-2016, il poursuit ses recherches, son enseignement et ses conseils en tant que professeur de l'École doctorale. Au cours de sa carrière, il est directeur du département de 1978 à 1981, de 1984 à 1985 et en 1998,.
Stroud est professeur invité de philosophie à l'Université d'Oslo (1974), à l'Université nationale autonome du Mexique (1979) et à l'Université de Californie à Los Angeles (1983-1984 et 1997). En 1981, Stroud reçoit une bourse Guggenheim et passe une année sabbatique à Venise. Il est élu membre de l'Académie américaine des arts et des sciences en 1987 et membre correspondant de la British Academy en 1993,,.
De 1986 à 1987, en tant que chercheur invité du New College et du All Souls College, Stroud donne les conférences John Locke à l'Université d'Oxford sous le titre « La quête de la réalité »,. Il prononce également la conférence commémorative Gareth Evans à Oxford et les conférences Whitehead à Harvard. À l'American Philosophical Association, dont il est président de la division du Pacifique en 1995-1996, il donne la conférence Dewey en 2008, et la conférence Patrick Romanell en 2009,.

### Travail philosophique
Le premier livre de Stroud, Hume (1977),, a remporté le prix Matchette en 1979. Il sera suivi, en 1984, de The Significance of Philosophical Skepticism et, en 1999, de The Quest for Reality : Subjectivism and the Metaphysics of Colour.,, Engagement and Metaphysical Insatisfaction: Modality and Value de Stroud a été publié en 2011.
En 2011, il est publié le premier traitement critique d'un livre de la pensée de Stroud, The Possibility of Philosophical Understanding: Reflections on the Thought of Barry Stroud. Il comprenait des contributions d'essais de Robert Fogelin, Ernest Sosa, John McDowell, Sarah Stroud et Hannah Ginsborg, entre autres,. Plusieurs recueils d'essais de Stroud seront également publiés de son vivant, le dernier d'entre eux apparaissant en 2018,.
Après avoir reçu un diagnostic de cancer du cerveau à un stade avancé deux mois auparavant, Barry Stroud est décédé le 9 août 2019.

### Ouvrages
- (1977) Hume (Arguments of the Philosophers) Routledge.  (ISBN 0415203635 et 9780415203630) [available for loan on Internet Archive]
- (1984) The Significance of Philosophical Scepticism. Oxford University Press.  (ISBN 978-0-19-824761-6).
- (1999) The Quest for Reality: Subjectivism and the Metaphysics of Colour. Oxford University Press.  (ISBN 978-0-19-513388-2).
- (2000) Understanding Human Knowledge: Philosophical Essays. Oxford University Press.  (ISBN 978-0-19-825033-3).
- (2000) Meaning, Understanding, and Practice: Philosophical Essays. Oxford University Press.  (ISBN 978-0-19-825034-0).
- (2011) Engagement and Metaphysical Dissatisfaction: Modality and Value. Oxford University Press.  (ISBN 978-0-19-976496-9).
- (2011) Philosophers Past and Present: Selected Essays. Oxford University Press.  (ISBN 978-0-19-960859-1).
- (2018) Seeing, Knowing, Understanding: Philosophical Essays. Oxford University Press.  (ISBN 978-0-19-880975-3)

### Articles et chapitres sélectionnés
- (1965) Wittgenstein and Logical Necessity (1965). Reprinted in: A Priori Knowledge, Oxford 1987 [Book available for loan at Open Library]
- (1968) Transcendental Arguments The Journal of Philosophy, Vol. 65, No. 9 (May 2, 1968), p. 241–256
- (1980) Berkeley v. Locke on Primary Qualities Philosophy, Vol. 55, No. 212 (Apr., 1980), p. 149–166 [Available to read online free with registration at JSTOR]
- (1984) The Problem of the External World Chapter I of The Significance of Philosophical Skepticism (1984)
- (1984) The Disappearing ‘We’, Jonathan Lear, Barry Stroud, Aristotelian Society Supplementary Volume, Volume 58, Issue 1, 1 July 1984, p. 219–258,
- (1984) G. E. Moore and Scepticism: ‘Internal’ and ‘External, Chapter III of The Significance of Philosophical Scepticism
- (1985) An End to Anxiety: Review of four books on Wittgenstein, The London Review of Books 18 July 1985
- (1987) XV—The Physical World, Proceedings of the Aristotelian Society, Volume 87, Issue 1, 1 June 1987, p. 263–277
- (1988)  The Study of Human Nature and the Subjectivity of Value, The Tanner Lectures on Human Values.
- (1994) Philosophical Scepticism, Ernest Sosa, Barry Stroud Proceedings of the Aristotelian Society, Supplementary Volumes, Vol. 68 (1994), p. 263–307 Archived PDF
- (1996) The Charm of Naturalism, Proceedings and Addresses of the American Philosophical Association 70 (2):43 - 55 (1996) DOC download at Phil Archive
- (2008) Modes of philosophizing: A round table debate with Jonathan Barnes, Myles Burnyeat et Raymond Geuss, Eurozine, May 2008
- (2011) Feelings and the Ascription of Feelings, Teorema, January 2011 p. 25–33, [Available for download at journal's Teorema Volume 30 archives]
- (2016) Responses to Sceptical Essays Sképsis,  (ISSN 1981-4194), ANO VII, No 14, 2016, p. 218-233.